# Cerastium rectum
Cerastium rectum är en nejlikväxtart. Cerastium rectum ingår i släktet arvar, och familjen nejlikväxter.

## Underarter
Arten delas in i följande underarter:
- C. r. petricola
- C. r. rectum